# Феліксув (Опочинський повіт)
Феліксув (пол. Feliksów) — село в Польщі, у гміні Парадиж Опочинського повіту Лодзинського воєводства.
Населення — 164 особи (2011).
У 1975-1998 роках село належало до Пйотрковського воєводства.

## Демографія
Демографічна структура станом на 31 березня 2011 року:
|          | Загалом | Допрацездатний вік | Працездатний вік | Постпрацездатний вік |
| -------- | ------- | ------------------ | ---------------- | -------------------- |
| Чоловіки | 80      | 20                 | 53               | 7                    |
| Жінки    | 84      | 26                 | 42               | 16                   |
| Разом    | 164     | 46                 | 95               | 23                   |